# پتنین
پتنین (به چکی: Ptenín) یک منطقهٔ مسکونی در جمهوری چک است که در ناحیه پلزن-جنوبی واقع شده‌است. پتنین ۸٫۱۵ کیلومتر مربع مساحت و ۲۱۲ نفر جمعیت دارد و ۴۲۸ متر بالاتر از سطح دریا واقع شده‌است.